# 帕諾拉馬島綺譚
《帕諾拉馬島綺譚》（日语：パノラマ島奇談）是日本作家江戶川亂步所著的作品，1926年10月至1927年4月於《新青年》上連載，合共五回約九萬三千字。
本篇小說於雜誌上連載時以〈パノラマ島奇譚〉為名，1927年1月春陽堂要出版亂步另一篇作品《一寸法師》時，將「奇譚」改為「奇談」一併收入。1931年6月，平凡社出版《江戶川亂步全集》時，又將「奇談」改為「綺譚」。此後，二戰前皆以「綺譚」為名。戰後，為配合政府的文字改革，「綺譚」二字不得使用，於是再次改為「奇談」。

## 故事簡介
人見廣介原本是寫小說為生，不過大部分作品都未獲出版社青睞，賺取的版費只夠剛剛糊口。一天，廣介的大學朋友告知他，大學時代一位與廣介有九成相似的富有同學菰田源三郎死了。廣介當時即歪念即起，欲取替源三郎以改變自己的人生。廣介於是製造投海自殺的假象，然後掘出源三郎的屍體扮作起死回生。廣介成功成為了源三郎，並利用源三郎的家產在一個孤島上建興了一個夢寐以求的人間樂土，惟獨源三郎的妻子千代子一直懷疑廣介的身分，廣介只好引誘千代子到孤島上加以殺害。最後，廣介被源三郎妹妹東小路伯爵夫人所聘請的偵探揭穿身分，後來自殺身亡。